# Union fédérale des étudiants
Pour les articles homonymes, voir UFE.
L'Union fédérale des étudiants (UFE) est une organisation étudiante qui de 1926 à 1938 rassemble des étudiants membres ou proches du Parti communiste français et de la Confédération générale du travail unitaire.

## Historique
Le 14 juillet 1926, des étudiants proches du Parti communiste créent l'Union fédérale des étudiants. Cette organisation, dont l'existence dure jusque vers 1937-1938, considérée par ceux qui en firent partie comme « communiste », comprend cependant de nombreux non-communistes. Il en résulte une ambiguïté sur sa nature : association politique ou « organisation de masse » de type syndicat étudiant. Cette ambiguïté se manifeste ainsi à l'École normale de la Seine, où l'UFE est accusée de concurrencer l'Amicale des élèves et d'insuffler un « mauvais esprit ». Pour améliorer son implantation parmi les élèves instituteurs, l'UFE a créé une Union générale des étudiants pour l'enseignement (UGE) qui apparait en 1927 sur des tracts distribués à l'École normale de la Seine. En 1928, l'UGE prétend avoir une trentaine de sections dans les Écoles normales et édite un journal, Le Jeune travailleur de l'enseignement.
Si l'Union fédérale des étudiants est très minoritaire, elle n'est plus, à partir de 1934 un groupuscule, et de nombreux jeunes intellectuels y acquièrent une expérience politique. Elle participe ainsi à l'éphémère « Front populaire de la jeunesse » où elle est représentée dès la réunion de fondation en septembre 1933 par André Hoschiller. Elle participe aussi aux cortèges du meeting du 14 juillet 1935.
Lors de l'Affaire Jèze, l'UFE n’appelle pas à manifester, car selon Hoschiller : « Manifester contre Jèse, c'est manifester contre la liberté d'opinion ». L'UFE participe à un Front universitaire antifasciste, dirigé par Henri Noguères qui a la particularité d'être membre de l'UFE et des Étudiants socialistes.
À la rentrée 1935, elle s’engage aussi contre l'augmentation des frais d'inscriptions décidées par le gouvernement Laval, en partenariat avec les étudiants catholiques de la Fédération française des étudiants catholiques (FFEC). Cette campagne se mène d'ailleurs sans l'Union nationale des étudiants de France (UNEF), car, selon son secrétaire général, Alain Baron : « L'Union nationale des étudiants de France a depuis longtemps décidé formellement de ne jamais collaborer avec des associations présentant un caractère politique quelconque. Or, l'Union fédérale des étudiants, quoique ses dirigeants puissent en dire, présente tous les caractères d'une association politique de combat ».
Lors des élections aux conseils des facultés de Paris le 21 décembre 1935, l'Union corporative, membre de l'UFE, arrive devant l'Association corporative, membre de l'UNEF, en partie grâce au soutien des étudiants catholiques de la FFEC. Cette campagne débouche même sur la création d'un Groupement corporatif interfédéral des étudiants (CGIE) présidé par Roger Millot et rassemblant avec la FFEC, l'UFE et l'union corporative des étudiants, l'amicale des étudiants en Pharmacie, l'association catholique des étudiants en Pharmacie, l'association des étudiants en Médecine, la conférence Laënnec et la corporation de Droit. Le GCIE est reçu par le ministre de l'Instruction publique, Henri Guernut le 5 février. Pour calmer la contestation étudiante, le gouvernement Sarraut décide finalement de revenir sur la réforme des droits d'inscription et crée une commission à laquelle participent l'UNEF et la FFEC.
Selon une note de la Préfecture de Police du 11 février 1936, l'UFE compte 500 adhérents. Elle crée un office de placement qui obtient le patronage du recteur, un office de remplacement pour les officines pharmaceutiques et un service d’échanges de livres. En décembre 1936, son journal, L'Étudiant d'avant-garde devient Étudiants.
L'UFE est également présente dans certaines facultés de province. Ainsi à Strasbourg, Maurice Kriegel-Valrimont en est un adhérent depuis février 1934. Ses effectifs sont renforcés par l'adhésion des Étudiants socialistes en 1935. Les secrétaires de l'Union fédérale des étudiants en :
- 1933 : Henri Chrétien, étudiant en médecine[14].
- 1934-1936 : Aimé Albert, étudiant en médecine[15].
- 1934-1938 : Francis Cohen, étudiant en sciences naturelles[16].

## Personnalités membres de l'UFE
Entre 1927 et 1930, Laurent Casanova, étudiant en droit en est un des dirigeants. Le groupe de l'UFE de la faculté de médecine est dirigé par une étudiante corse, Danielle Casanova (à l'époque, elle se nomme Vincentella Perini). Leurs destins se croisent là. Selon une des biographes de Danielle Casanova, « les premiers adhérents de l'UFE se comptaient encore sur les doigts de la main », en 1927. Parmi les militants de l'UFE, les biographies du Dictionnaire biographique du mouvement ouvrier français livrent les noms suivants :
- Jean-Michel Atlan,
- Max Barel,
- Lucie Bernard, connue sous le nom de Lucie Aubrac[19],
- Charles Bettelheim,
- France Bloch[20],
- Lucien Bonnafé,
- André Carrel,
- Laurent Casanova,
- Jean-René Chauvin,
- Francis Cohen,
- Jean-Louis Crémieux-Brilhac,
- Gaston Davoust,
- Jean Dresch,
- Joseph Epstein[21],
- Valentin Feldman[22],
- Pierre Giraud,
- Mireille Glodek, coonue sour le nom de Mireille Miailhe,
- Boris Guimpel,
- Jean Guillon,
- Pierre Hervé,
- René Justrabo,
- Pierre Kaldor,
- Anatole Kopp,
- Maurice Kriegel devenu Maurice Kriegel-Valrimont
- Jacques Laurent,
- Léon Lavallée,
- Victor Leduc[23],
- François Leizour,
- Guy Lemonnier, connu sous le nom de Claude Harmel après la Seconde Guerre Mondiale,
- Jean Maitron,
- Jean Marcenac,
- Gilles Martinet,
- Marie-Élisa Nordmann[24],
- Henri Noguères,
- Michel Rouzé,
- Marcel Pennetier,
- Anne Persky connue comme Dominique Desanti,
- Vincentella Perini, connue sous le nom de Danielle Casanova,
- Emma Perini sœur de la précédente,
- Jean Rabaut,
- Paul Schmierer,
- Albert Soboul,
- Maurice et Juliette Ténine, sa soeur,
- Jean-Pierre Vernant[25],
- Pierre Vilar,
- René et Bianka Zazzo[26],